# Église Saint-Louis-de-Montfort de Saint-Herblain
L'église Saint-Louis-de-Montfort de Saint-Herblain est située à Saint-Herblain dans l'agglomération de Nantes, département de Loire-Atlantique en France.
Elle est située à l'extrémité nord-est de la commune, très proche du quartier Breil - Barberie de Nantes, avenue des Grands Bois, et appartient à la paroisse Saint-Luc-Saint-Louis-de-Montfort qui est à cheval sur les deux communes
.
Elle est placée sous le vocable de saint Louis-Marie Grignion de Montfort, qui commença son ministère à Nantes au sein de la communauté Saint-Clément.

## Historique
L'évêque de Nantes, Jean Villepelet, inaugure et bénit l'église le 26 avril 1957, et en 1961, des salles paroissiales sont ajoutées.
En 2001 le chœur est modifié, pour apporter de la chaleur et une meilleure acoustique.
À partir de 1987, la paroisse entretient des relations de jumelage avec Bethléem, ville de naissance du Christ. Avec l'association Avenir Jeunes Bethléem, la paroisse soutient des enfants palestiniens (en 2017, 43) pour les aider dans leur scolarité.

## Architecture
L'église est de style moderne, même si contrairement à celle Saint-Luc de la même paroisse, elle conserve l'aspect traditionnel d'une église, avec un grand clocher triangulaire surmonté d'une croix. Elle est l'œuvre de l'architecte Georges Ganuchaud, qui a notamment travaillé sur le projet du Sillon de Bretagne non loin.

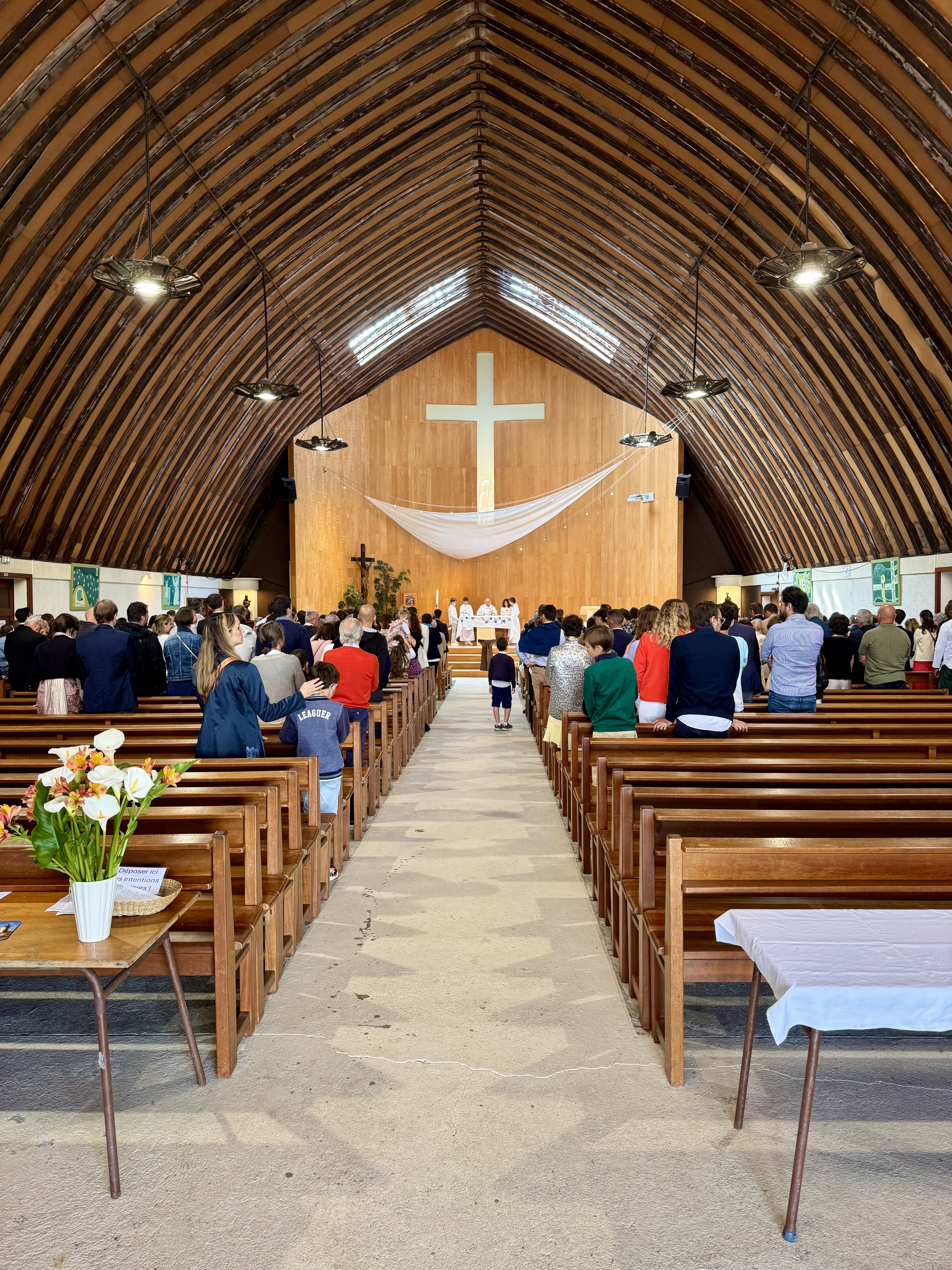
Vue de l'intérieur de l'église
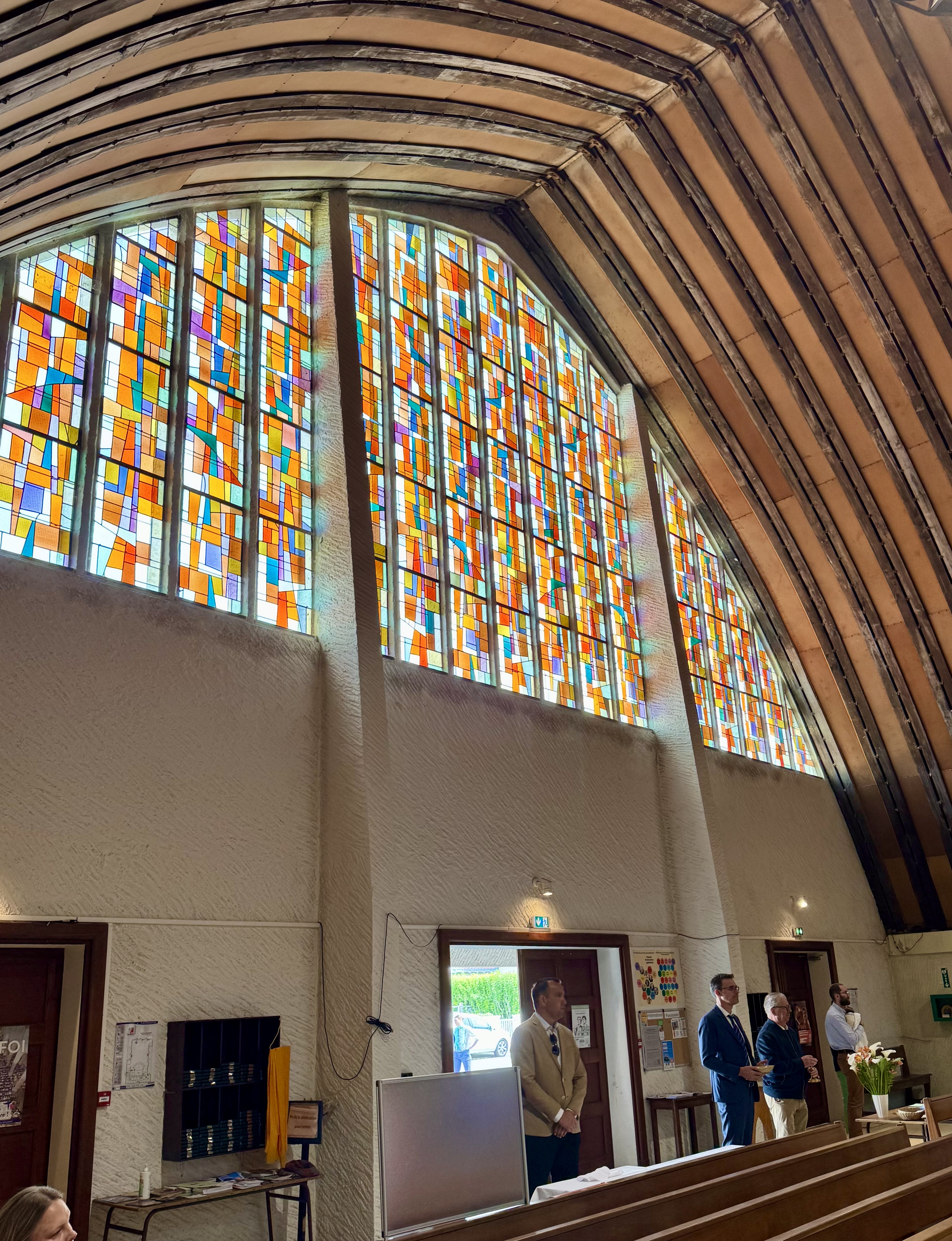
Vitrail de l'entrée
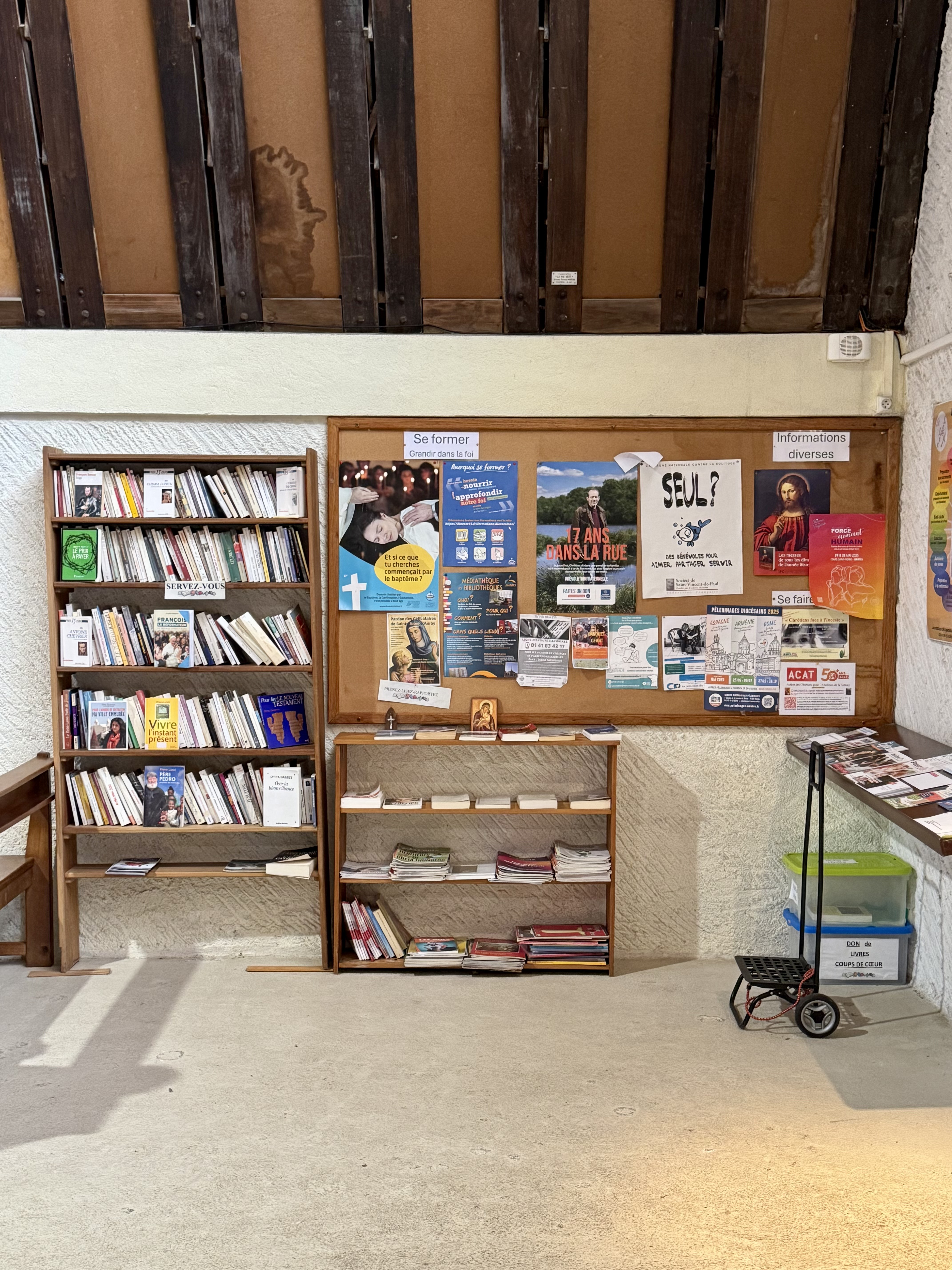
Coin bibliothèque
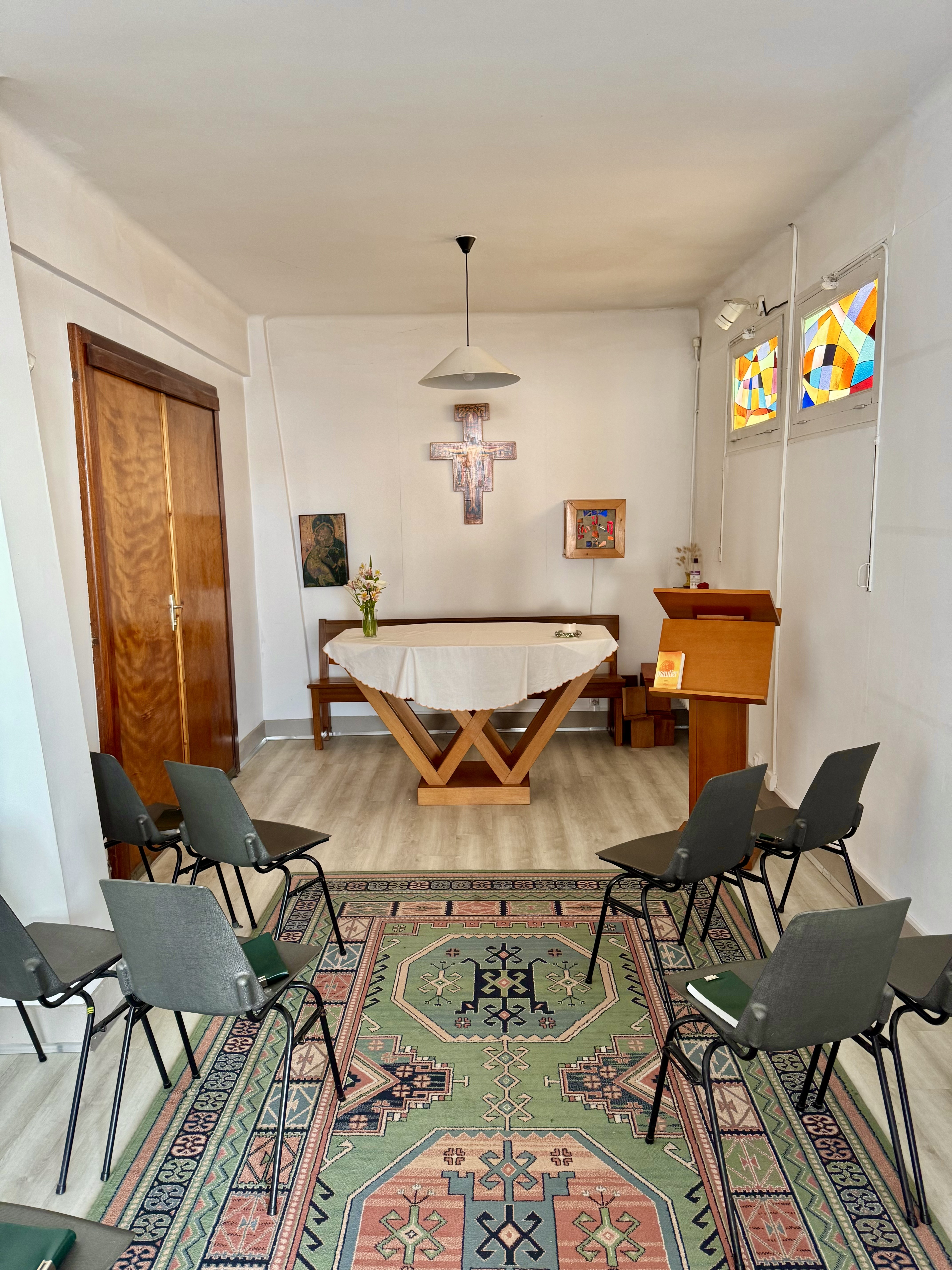
Intérieur de l'oratoire attenant à l'église

La charpente de l'église évoque une coque de bateau retournée. Elle est surmontée de tuiles rouges, et une petite partie vitrée éclaire le chœur. La façade possède une grande baie de vitraux.